# ケビン・マギー
ケビン・マギー (Kevin Magee, 1962年7月20日 - ) は、オーストラリア出身の元オートバイレーサー。1987年・1988年の鈴鹿8時間耐久ロードレース優勝者。

## 経歴

### キャリア初期
地元オーストラリア、そして日本でのプロダクションバイク(市販量産車)、スーパーバイクでのレースでマギーのキャリアは始まった。
オーストラリア国内のスーパーバイクのレースに、ボブ・ブラウンのチームからドゥカティを駆って参戦、その後はマイケル・ドーソンと一緒にウォーレン・ウィリングが運営するヤマハのディーラーチームからプロダクションレース・スーパーバイクレースに参戦した。当時はプロダクションレースが格上であり、スーパーバイクのシリーズは発展途上にあった。
1985年にモリワキエンジニアリングの森脇護により見いだされ、鈴鹿8時間耐久レースにモリワキ8号車で初参戦。翌1986年の鈴鹿8時間耐久ではドーソンとペアを組み、オーストラリアから持ち込んだスーパーバイク仕様のFZ750を駆って、ワークス勢に割って入る2位表彰台を獲得し、世界的に注目を浴びることになった。しかしこの年バサーストで開催された耐久レースでは大きなリードを保っていたにもかかわらず、ピットサインを見て後続が迫っていると勘違いし、結果転倒して足を骨折。GPデビューを遅らせることになってしまった。だが年末に開催されたスワンシリーズではヤマハのワークスGPマシンに乗る機会を得て、6レース中2勝を収める活躍を見せた。

### 世界GPデビュー
1987年、マギーはケニー・ロバーツ率いるヤマハ・チームからロードレース世界選手権500ccクラスに、ワイルドカード枠で3戦の出場機会を得た。開幕戦日本GPはクラッシュに終わるが、雨に見舞われた第7戦ダッチTTでは初ポイントを獲得、そして第13戦ポルトガルGPで見事3位表彰台を獲得する活躍を見せた。またこの年の鈴鹿8耐にマーチン・ウィマーと組んで出場。ヨシムラの高吉克郎の転倒により、残り5分での逆転劇でヤマハに8耐初優勝をもたらす。さらにはTTフォーミュラ世界選手権(TT-F1クラス)の菅生ラウンドでも勝利を果たし、マギーは1シーズンに3つの世界選手権レースの表彰台に立った唯一のライダーになった。
1988年、マギーはランディ・マモラの後任としてチーム・ロバーツ・ヤマハから、ウェイン・レイニーをチームメイトにフル参戦デビューを果たした。またこの年も鈴鹿8耐に参戦し、GPと同じくレイニーと組んで自身2連勝を果たした。
GPでは第3戦、ハラマで開催されたスペインGPで早くもGP初優勝を果たし、将来が有望視されていた。しかし翌1989年、ラグナ・セカで開催された第2戦アメリカGPで、マギーは不幸なアクシデントの当事者となってしまった。

### ラグナ・セカでの事故
レース後のクールダウンラップ、4位に入ったマギーはバーンアウトのパフォーマンスをおこない、タイヤスモークをあげていた。その煙でマギーのマシンが見づらくなっていたところにババ・ショバートが突っ込んでしまった。この事故でマギーは足を骨折(2戦欠場後に復帰)、そして重傷を負ったショバートはレーサーとしてのキャリアを終えることになってしまった。
また皮肉なことに翌1990年のアメリカGPでは、マギーは前年と同じ場所でクラッシュし、頭部に重傷を負って1シーズンを棒に振ることになった。1991年はスズキから2戦、チーム・ロバーツ・ヤマハから1戦のみの出場に終わった。1992年の日本GPには日本テレコム・ヤマハからワイルドカードでの参戦が予定されていたがフリー走行で転倒し欠場、そして1993年の日本GPにワイルドカード参戦したのがマギーにとって最後のGPレースとなった。

### 他カテゴリでの活躍

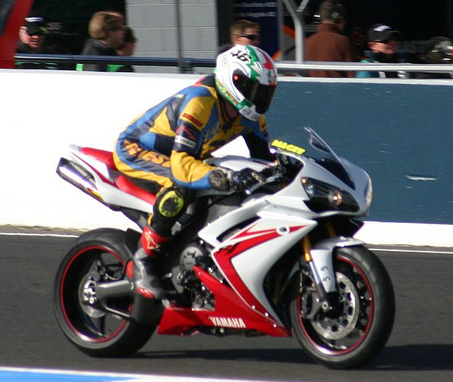
2007年 デモ走行するマギー

マギーはスーパーバイク世界選手権にも何戦か参戦し、1991年と1992年には地元フィリップアイランドで勝利を記録した。1992年には全日本ロードレース選手権GP500クラスでダリル・ビーティーと熾烈なチャンピオン争いを展開。最終戦の最終ラップまでチャンピオンを獲得できる展開だったが、筑波サーキットの第2ヘアピン立ち上がりでコースアウト、転倒は免れたもののビーティーに逆転されわずか2ポイント差でランキング2位となった。
1994年にはAMAスーパーバイクに参戦し、その後引退を発表した。

### 引退後
マギーはオーストラリア国内でのMotoGPとスーパーバイク世界選手権のテレビ放送で解説者を務めている。またオートバイ雑誌 " Two Wheels " で時折試乗レポートもおこなっている。

## 主なレース戦績

### ロードレース世界選手権
- 凡例
- ボールド体のレースはポールポジション、イタリック体のレースはファステストラップを記録。

| 年   | クラス | チーム                                                  | マシン        | 1      | 2      | 3       | 4       | 5       | 6       | 7       | 8       | 9       | 10      | 11      | 12      | 13      | 14      | 15      | ポイント | 順位 | 優勝 |
| ---- | ------ | ------------------------------------------------------- | ------------- | ------ | ------ | ------- | ------- | ------- | ------- | ------- | ------- | ------- | ------- | ------- | ------- | ------- | ------- | ------- | -------- | ---- | ---- |
| 1987 | 500cc  | ロバーツ・ヤマハ                                        | YZR500        | JPN NC | SPA -  | GER -   | ITA -   | AUT -   | YUG -   | NED 10  | FRA -   | GBR -   | SWE -   | CZE -   | RSM -   | POR 3   | BRA -   | ARG -   | 11       | 15位 | 0    |
| 1988 | 500cc  | ラッキーストライク・ロバーツ・ヤマハ                    | YZR500        | JPN 7  | USA NC | SPA 1   | EXP 3   | ITA 5   | GER 5   | AUT 6   | NED 4   | BEL 5   | YUG 5   | FRA 9   | GBR 5   | SWE 6   | CZE NC  | BRA 6   | 138      | 5位  | 1    |
| 1989 | 500cc  | ラッキーストライク・ロバーツ・ヤマハ                    | YZR500        | JPN 5  | AUS 4  | USA 4   | SPA INJ | ITA INJ | GER 7   | AUT 5   | YUG 4   | NED 4   | BEL 7   | FRA 5   | GBR 6   | SWE 5   | CZE 7   | BRA 6   | 138.5    | 5位  | 0    |
| 1990 | 500cc  | ラッキーストライク・スズキ                              | RGV500        | JPN 4  | USA NC | SPA INJ | ITA INJ | GER INJ | AUT INJ | YUG INJ | NED INJ | BEL INJ | FRA INJ | GBR INJ | SWE INJ | CZE INJ | HUN INJ | AUS INJ | 13       | 21位 | 0    |
| 1991 | 500cc  | ラッキーストライク・スズキ マールボロ・ロバーツ・ヤマハ | RGV500 YZR500 | JPN 13 | AUS 11 | USA -   | SPA -   | ITA -   | GER -   | AUT -   | EUR -   | NED -   | FRA -   | GBR -   | RSM -   | CZE -   | VDM -   | MAL 5   | 19       | 19位 | 0    |
| 1993 | 500cc  | 日本テレコム・ヤマハ                                    | YZR500        | AUS -  | MAL -  | JPN 9   | SPA -   | AUT -   | GER -   | NED -   | EUR -   | RSM -   | GBR -   | CZE -   | ITA -   | USA -   | FIM -   |         | 7        | 25位 | 0    |

### 鈴鹿8時間耐久ロードレース
| 開催年 | マシン          | チーム                               | ペアライダー         | 総合順位 |
| ------ | --------------- | ------------------------------------ | -------------------- | -------- |
| 1985年 | ホンダ・CBX750F | モリワキレーシング                   | ロブ・フィリス       | 9位      |
| 1986年 | ヤマハ・FZ750   | マールボロ・ヤマハ・ディーラーチーム | マイケル・ドーソン   | 2位      |
| 1987年 | ヤマハ・YZF750  | 資生堂TECH21 RT.                     | マーチン・ウィマー   | 1位      |
| 1988年 | ヤマハ・YZF750  | チーム・ラッキーストライク・ロバーツ | ウェイン・レイニー   | 1位      |
| 1989年 | ヤマハ・YZF750  | チーム・ラッキーストライク・ロバーツ | ウェイン・レイニー   | リタイヤ |
| 1991年 | ヤマハ・YZF750  | ネスカフェRTヤマハ                   | ダグ・チャンドラー   | 2位      |
| 1992年 | ヤマハ・YZF750  | ネスカフェCAN RTヤマハ               | ニール・マッケンジー | 2位      |